# Omelette sibérienne
Omelette sibérienne of omelette norvégienne, ook bekend als Baked Alaska, is een ijsgerecht dat als dessert wordt gegeten. Het bestaat uit cake, ijs en opgeklopt eiwit.
Omelette sibérienne bestaat uit een met plakken cake bedekt stuk vanille-ijs, maar andere soorten ijs zijn ook mogelijk. Daaromheen zit een dikke laag opgeklopt eiwit dat met rum (of een sterke likeur) wordt besprenkeld. Het gerecht wordt enkele minuten onder de grill gezet, totdat het eiwit een geel-bruinachtig korstje heeft gekregen.
Tijdens verjaardagen of andere feestelijke gelegenheden wil men ook weleens aan tafel met een aansteker de rum aansteken, die daarmee wordt geflambeerd.